# Altars of Madness
Altars Of Madness – pierwszy kontraktowy album amerykańskiej grupy muzycznej Morbid Angel wydany w 1989 roku.
Jest to pierwsza płyta nagrana wraz z nowymi członkami zespołu: Richardem Brunelle (gitara), Davidem Vincentem (gitara basowa, śpiew) i Pete Sandovalem (instrumenty perkusyjne).
Debiutancki "Altars Of Madness" wprowadził nowe standardy w death metalu, zupełnie różniące się od stylu dotychczasowych grup deathmetalowych. Najpopularniejszym utworem tej płyty jest "Immortal Rites", zaś "Chapel Of Ghouls" recenzenci opisują jako genialny.
Dzięki motywom epickim i tekstom odnoszącym się do starożytnych kultur oraz surowemu brzmieniu album ma charakter bardziej progresywny, niż poprzednie wydawnictwa zespołu.

## Lista utworów
Opracowano na podstawie materiału źródłowego.
| Nr  | Tytuł utworu                   | Słowa               | Muzyka             | Długość |
| --- | ------------------------------ | ------------------- | ------------------ | ------- |
| 1.  | „Immortal Rites”               | Vincent             | Azagthoth          | 4:04    |
| 2.  | „Suffocation”                  | Vincent             | Vincent, Azagthoth | 3:15    |
| 3.  | „Visions from the Dark Side”   | Vincent             | Vincent, Azagthoth | 4:10    |
| 4.  | „Maze of Torment”              | Vincent             | Azagthoth          | 4:25    |
| 5.  | „Lord of All Fevers & Plagues” | Azagthoth           | Azagthoth          | 3:28    |
| 6.  | „Chapel of Ghouls”             | Azagthoth, Browning | Azagthoth          | 4:58    |
| 7.  | „Bleed for the Devil”          | Azagthoth           | Azagthoth          | 2:23    |
| 8.  | „Damnation”                    | Vincent             | Azagthoth, Vincent | 4:10    |
| 9.  | „Blasphemy”                    | Azagthoth           | Azagthoth          | 3:31    |
| 10. | „Evil Spells”                  | Azagthoth           | Azagthoth          | 4:13    |
| 11. | „Maze of Torment” (remix)      |                     |                    | 4:27    |
| 12. | „Chapel of Ghouls” (remix)     |                     |                    | 4:59    |
| 13. | „Blasphemy” (remix)            |                     |                    | 3:21    |
|     |                                |                     |                    | 51:24   |

## Twórcy
Opracowano na podstawie materiału źródłowego.

- David Vincent - śpiew, gitara basowa
- Richard Brunelle - gitara
- Trey Azagthoth - gitara
- Pete Sandoval - perkusja
- Tom Morris - inżynieria dźwięku
- Digby Pearson - producent wykonawczy
- Bob Collet - zdjęcia